# Pauldopia ghorta
Pauldopia ghorta là một loài thực vật có hoa trong họ Chùm ớt. Loài này được (Buch.-Ham. ex G.Don) Steenis mô tả khoa học đầu tiên năm 1969.